# José Benedito Hidalgo de Vilhena
Nasceu em Santiago do Cacém a 02.07.1870 e morreu em Lisboa em 1943

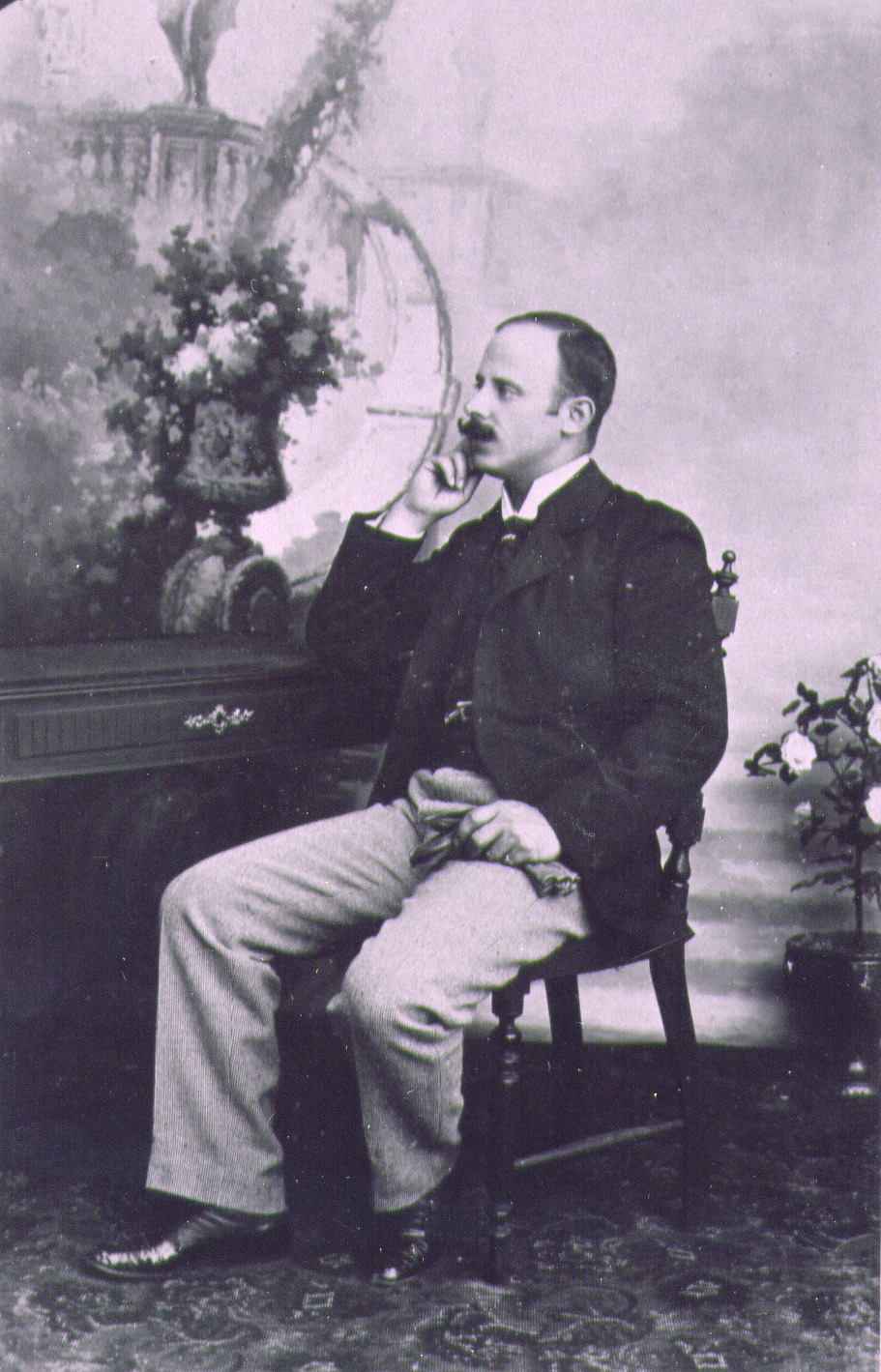
Jose Benedito Hidalgo de Vilhena, auto-retrato fotográfico

Nascido numa abastada família de Santiago do Cacém (filho de Luís Augusto da Silva Vilhena, proprietário rural e provedor da Misericórdia daquela localidade e de sua mulher, Maria das Dôres Perez Hidalgo), dedicou-se à fotografia, de que foi um dos pioneiros em Portugal. Como fotógrafo amador, obterá uma medalha na Exposição Nacional de Fotografia de 1899, realizada em Lisboa, apresentado trabalhos a par de outros fotógrafos como o Rei D. Carlos I. Os seus levantamentos fotográficos da então vila e concelho de Santiago do Cacém, dos seus edifícios, gentes e trabalhos rurais são um dos mais ricos testemunhos do final do século XIX e início do século XX naquele concelho do Alentejo.
O seu nome está igualmente associado ao automobilismo e à chegada do primeiro automóvel em Portugal em 1895, o famoso Panhard, que o seu conterrâneo e amigo Jorge de Avilez, 4º Conde de Avilez, adquiriu em França e que, tripulado por aquele titular,  José Benedito Hidalgo de Vilhena e um mecânico, fez a viagem de Cacilhas a Santiago do Cacém, no meio de várias peripécias. Após essa viagem no Panhard comprou o primeiro de de vários automóveis, um Peugeot "voiturette" encarnado, que registou em diversas fotografias e que ficou célebre em Santiago do Cacém.
Viveu na sua Quinta de Almadanim em Santiago do Cacém (que herdou de seu tio Dr. Agostinho Pedro da Silva Vilhena) e foi proprietário rural naquele concelho e em Grândola. Em 1907, com José Maria Reis Gancho e António Parreira de Aboim Luzeiro de Lacerda, foi um dos sócios fundadores da Sociedade de Cortiças, Lda, com sede em Santiago do Cacém.